# Iris Gleicke
Iris Gleicke (* 18. Juli 1964 in Schleusingen, Kreis Suhl, DDR) ist eine deutsche Politikerin (SPD).
Sie war zwischen 2005 und 2013 parlamentarische Geschäftsführerin der SPD-Bundestagsfraktion, von 2002 bis 2005 Parlamentarische Staatssekretärin beim Bundesminister für Verkehr, Bau- und Wohnungswesen und von 2013 bis 2018 Parlamentarische Staatssekretärin beim Bundesminister für Wirtschaft und Energie. Im Kabinett Merkel III war sie von 2014 bis 2018 Beauftragte der Bundesregierung für die Neuen Bundesländer sowie für Mittelstand und Tourismus.

## Leben

### Ausbildung und Beruf
Nach dem Besuch der Polytechnischen Oberschule (POS) in Schleusingen absolvierte Iris Gleicke eine Ausbildung zur Bauzeichnerin. Danach besuchte sie die Fachschule Gotha und erreichte hier den Abschluss eines Ingenieurs für Hochbau. Sie war dann als Projektantin beim VEB Stadtbau Suhl tätig und arbeitete danach als Angestellte im Stadtbauamt Schleusingen. Hier war sie zuletzt Bereichsingenieurin in der Flurneuordnungsbehörde Südthüringen. Gleicke ist Mitglied des Präsidiums des Arbeiter-Samariter-Bunds Deutschland.

### Parteilaufbahn
Gleicke ist seit 1990 Mitglied der SPD.

### Abgeordnetentätigkeit
Zwischen 1990 und 2017 gehörte sie dem Deutschen Bundestag an. Hier war sie von 1998 bis 2002 stellvertretende Vorsitzende der SPD-Bundestagsfraktion. Von November 2005 bis November 2013 war sie parlamentarische Geschäftsführerin der SPD-Bundestagsfraktion.
Iris Gleicke ist 1990 und 1994 über die Landesliste Thüringen und danach dreimal als direkt gewählte Abgeordnete, 1998 des Wahlkreises Suhl – Schmalkalden – Ilmenau – Neuhaus sowie 2002 und 2005 des Wahlkreises Suhl – Schmalkalden-Meiningen – Hildburghausen in den Bundestag eingezogen. Bei der Bundestagswahl 2005 erreichte sie hier 30,4 % der Erststimmen. 2009 und 2013 erreichte sie den Einzug ins Parlament wiederum über die Landesliste. Gleicke kündigte an, bei der Bundestagswahl 2017 nicht erneut als Abgeordnete zu kandidieren.

### Öffentliche Ämter
Nach der Bundestagswahl 2002 wurde sie am 23. Oktober 2002 als Parlamentarische Staatssekretärin beim Bundesminister für Verkehr, Bau- und Wohnungswesen in die von Bundeskanzler Gerhard Schröder geführte Bundesregierung berufen. Nach der Bundestagswahl 2005 schied sie am 22. November 2005 aus dem Amt. Von Dezember 2013 bis 2018 war sie Parlamentarische Staatssekretärin beim Bundesminister für Wirtschaft und Energie. Von 2014 bis 2018 war sie Beauftragte der Bundesregierung für die neuen Bundesländer sowie Beauftragte für Mittelstand und Tourismus. Außerdem war sie nach Juli 2014 Aufsichtsratsvorsitzende der Deutschen Energie-Agentur (dena).

### Kritik
Gleicke stellte am 18. Mai 2017 die Studie des „Göttinger Instituts für Demokratieforschung“ zu Ursachen des Rechtsextremismus in Ostdeutschland vor. Die Kosten der Studie beliefen sich nach früheren Angaben aus dem Bundeswirtschaftsministerium auf rund 129.400 Euro. Jedoch stellte sich heraus, dass die Studie „mit den Grundsätzen wissenschaftlichen Arbeitens nicht zu vereinbaren und zum anderen ein klarer Beleg für eine schlicht nicht hinnehmbare Schlamperei“ sei. Gleicke distanzierte sich daraufhin von der Studie. Frank Pergande vermutete, Gleicke habe die Studie nicht wegen methodischer Mängel zurückgezogen, sondern weil ihr die Ergebnisse „überzogen“ erschienen.

### Privates
Iris Gleicke ist verheiratet und hat einen Sohn.

## Ehrungen
- 2009: Verdienstkreuz am Bande der Bundesrepublik Deutschland

## Kabinett
- Kabinett Schröder II
- Kabinett Merkel III